# Cháris Kastanídis
Cháris Kastanídis (grec moderne : Χάρης Καστανίδης) né en 1956 à Thessalonique est un homme politique grec, membre du PASOK, élu au parlement hellénique pour la première circonscription de Thessalonique (Thessalonique A') et ministre de l'Intérieur dans le gouvernement de Giórgos Papandréou à partir du 17 juin 2011, après en avoir été ministre de la Justice à partir du 6 octobre 2009. Il est remplacé, le 11 novembre 2011, par Tássos Giannítsis.

## Biographie
Cháris Kastanídis est le fils de Geórgios Kastanídis, député de l'Union des Centres de Geórgios Papandréou au début des années 1960.
Il est docteur en droit criminel de l'Université Aristote de Thessalonique. Il est marié à une professeur de droit criminel de cette même université, avec qui il a deux filles.
Cháris Kastanídis est un des leaders des mouvements étudiants d'opposition à la dictature des colonels et adhère au PASOK en 1974. Il est élu pour la première fois au Parlement hellénique en 1981.
Il est ministre adjoint aux Affaires intérieures en 1985-1986, ministre adjoint à l'éducation en 1988 et ministre adjoint aux affaires intérieures, à l'administration publique et à la décentralisation du dernier gouvernement d'Andréas Papandréou. Il est ministre des transports et des communications du gouvernement Simítis II. Il est Ministre pour la Macédoine et la Thrace en 2003-2004.
De 2001 à 2003, il est porte-parole du PASOK.